# Та, що породжує вогонь (фільм)
«Та, що породжує вогонь» (англ. Firestarter) — американський фільм режисера Марка Лестера, знятий за сюжетом однойменного роману Стівена Кінга.
У 2002 році на Sci-Fi Channel випущений мінісеріал, який став продовженням фільму, Та, що породжує вогонь 2: Розпалена знову. 13 травня 2022 року випущений повнометражний рімейк оригінального фільму, створений компанією Blumhouse Productions.

## Сюжет
Чарлі Макгі здається звичайною восьмирічною дівчинкою, але тільки доти, поки не розсердиться чи образиться. Те, що в інших дітей викликає сльози і страх, пробуджує у Чарлі смертоносну здатність самим лише поглядом запалювати все навколо. Такий дар не може не зацікавити спецслужби, готові на все, щоб мати Чарлі у своєму розпорядженні.

## У ролях
- Дрю Беррімор — Чарлі Макгі
- Девід Кіт — Енді Макгі
- Джордж К. Скотт — Джон Рейнбьорд
- Фредді Джонс — доктор Джозеф Вонлесс
- Гізер Локлір — Вікі Томлінсон Макгі
- Мартін Шин — капітан Голлістер
- Моузес Ганн — доктор Пінчот
- Арт Карні — Ірв Мендерс
- Луїза Флетчер — Норма Мендерс
- Антоніо Фаргас — таксист
- Дрю Снайдер — Орвілл Джеймісон
- Річард Ворлок — Ноулз
- Роберт Міано — засліплений агент
- Леон Ріппі — засліплений агент
- Кертіс Кредел — Бейтс
- Кіт Колберт — Майо
- Джефф Ремсі — Штейновітц
- Джек Магнер — молодий військовослужбовець
- Ліса Енн Барнс — дівчина військовослужбовця
- Ларрі Спрінкл — охоронець
- Кассандра Ворд-Фріман — жінка в кіоску
- Скотт Ар Девіс — бородатий студент
- Ніна Джонс — асистент
- Вільям Олспо — господар
- Лоренс Мур — похилий чоловік
- Енн Фітцгіббон — похила жінка
- Стів Боулз — поштар
- Кароль Франціско — Джоан Дуган
- Венді Вомбл — Джозі
- Ітан Борітцер — технік Контори
- Джоан Фоулі — технік Контори
- Джон Сендерфорд — Олбрайт
- Орвін Харві — санітар Контори
- Джордж Вілбур — санітар Контори
- Кері Фокс — агент Хант